# Bonneuil (Indre)
Pour les articles homonymes, voir Bonneuil.
Ne doit pas être confondu avec Bonneuil (Charente).
Bonneuil est une commune française située dans le département de l'Indre, en région Centre-Val de Loire.

## Géographie

### Localisation
La commune est située dans le sud-ouest du département, à la limite avec le département de la Haute-Vienne. Elle est située dans la région naturelle du Boischaut Sud.
Les communes limitrophes sont : Saint-Martin-le-Mault (1 km), Tilly (4 km), Jouac (4 km), Beaulieu (7 km) et Chaillac (9 km).
Les communes chefs-lieux et préfectorales sont : Saint-Gaultier (33 km), Le Blanc (32 km), Châteauroux (61 km), La Châtre (63 km) et Issoudun (86 km).

### Hameaux et lieux-dits
Les hameaux et lieux-dits de la commune sont : la Braudière, la Pouge, le Puydasseau, la Fortilesse, le Calimoreau, l'Air du Peu, les Landes et la Gâche.

### Géologie et hydrographie
La commune est classée en zone de sismicité 2, correspondant à une sismicité faible
.
Le territoire communal est arrosé par la rivière Benaize.

### Climat
Pour des articles plus généraux, voir Climat du Centre-Val de Loire et Climat de l'Indre.
En 2010, le climat de la commune est de type climat océanique altéré, selon une étude du CNRS s'appuyant sur une série de données couvrant la période 1971-2000. En 2020, Météo-France publie une typologie des climats de la France métropolitaine dans laquelle la commune est toujours exposée à un climat océanique altéré et est dans la région climatique  Poitou-Charentes, caractérisée par un bon ensoleillement, particulièrement en été et des vents modérés.
Pour la période 1971-2000, la température annuelle moyenne est de 11,3 °C, avec une amplitude thermique annuelle de 15,2 °C. Le cumul annuel moyen de précipitations est de 865 mm, avec 12,5 jours de précipitations en janvier et 7,3 jours en juillet. Pour la période 1991-2020, la température moyenne annuelle observée sur la station météorologique de Météo-France la plus proche, sur la commune de Chaillac à 9 km à vol d'oiseau, est de 12,3 °C et le cumul annuel moyen de précipitations est de 864,0 mm,. Pour l'avenir, les paramètres climatiques de la commune estimés pour 2050 selon différents scénarios d'émission de gaz à effet de serre sont consultables sur un site dédié publié par Météo-France en novembre 2022.

### Voies de communication et transports
Le territoire communal est desservi par les routes départementales : 29, 44, 44A et 44B.
Les gares ferroviaires les plus proches sont les gares de Saint-Sébastien (32 km) et Éguzon(34 km).
Bonneuil est desservie par la ligne L du Réseau de mobilité interurbaine.
Les aéroports les plus proches sont les aéroports de Châteauroux-Centre (76 km) et Limoges-Bellegarde (81 km).

## Urbanisme

### Typologie
Au 1er janvier 2024, Bonneuil est catégorisée commune rurale à habitat très dispersé, selon la nouvelle grille communale de densité à sept niveaux définie par l'Insee en 2022.
Elle est située hors unité urbaine et hors attraction des villes,.

### Occupation des sols
L'occupation des sols de la commune, telle qu'elle ressort de la base de données européenne d’occupation biophysique des sols Corine Land Cover (CLC), est marquée par l'importance des territoires agricoles (93,6 % en 2018), en diminution par rapport à 1990 (94,7 %). La répartition détaillée en 2018 est la suivante : 
prairies (38,9 %), terres arables (29,7 %), zones agricoles hétérogènes (25 %), forêts (5,1 %), mines, décharges et chantiers (1,3 %). L'évolution de l’occupation des sols de la commune et de ses infrastructures peut être observée sur les différentes représentations cartographiques du territoire : la carte de Cassini (XVIIIe siècle), la carte d'état-major (1820-1866) et les cartes ou photos aériennes de l'IGN pour la période actuelle (1950 à aujourd'hui).

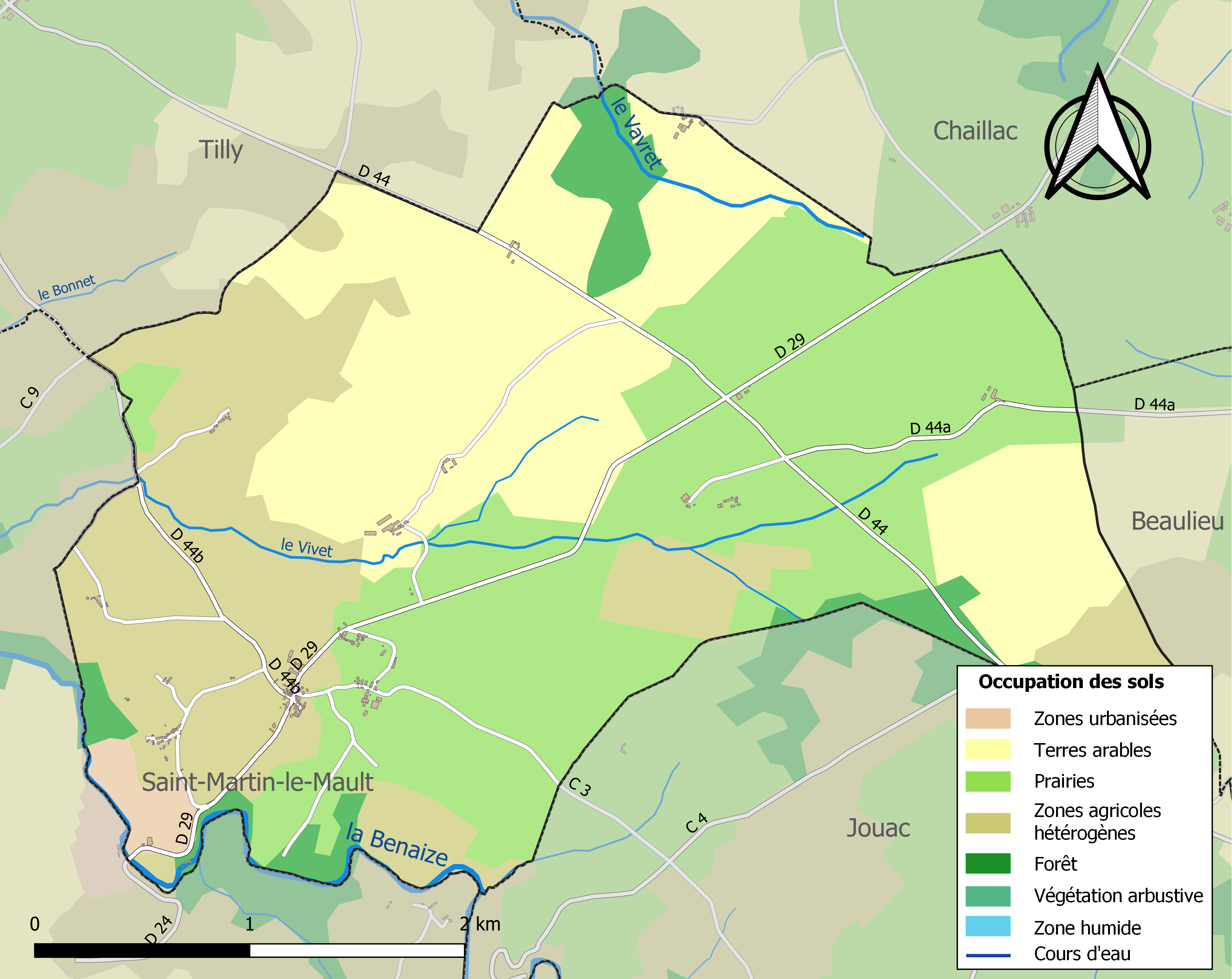
Carte des infrastructures et de l'occupation des sols de la commune en 2018 (CLC).

### Logement
Le tableau ci-dessous présente le détail du secteur des logements de la commune :
| Date du relevé                                              | 2013   | 2015   |
| Nombre total de logements                                   | 79     | 81     |
| Résidences principales                                      | 59,8 % | 56,7 % |
| Résidences secondaires                                      | 22,6 % | 26,9 % |
| Logements vacants                                           | 17,6 % | 16,4 % |
| Part des ménages propriétaires de leur résidence principale | 76,6 % | 66,7 % |

### Risques majeurs
Le territoire de la commune de Bonneuil est vulnérable à différents aléas naturels : météorologiques (tempête, orage, neige, grand froid, canicule ou sécheresse), mouvements de terrains et séisme (sismicité faible). Il est également exposé à un risque particulier : le risque de radon. Un site publié par le BRGM permet d'évaluer simplement et rapidement les risques d'un bien localisé soit par son adresse soit par le numéro de sa parcelle.

#### Risques naturels

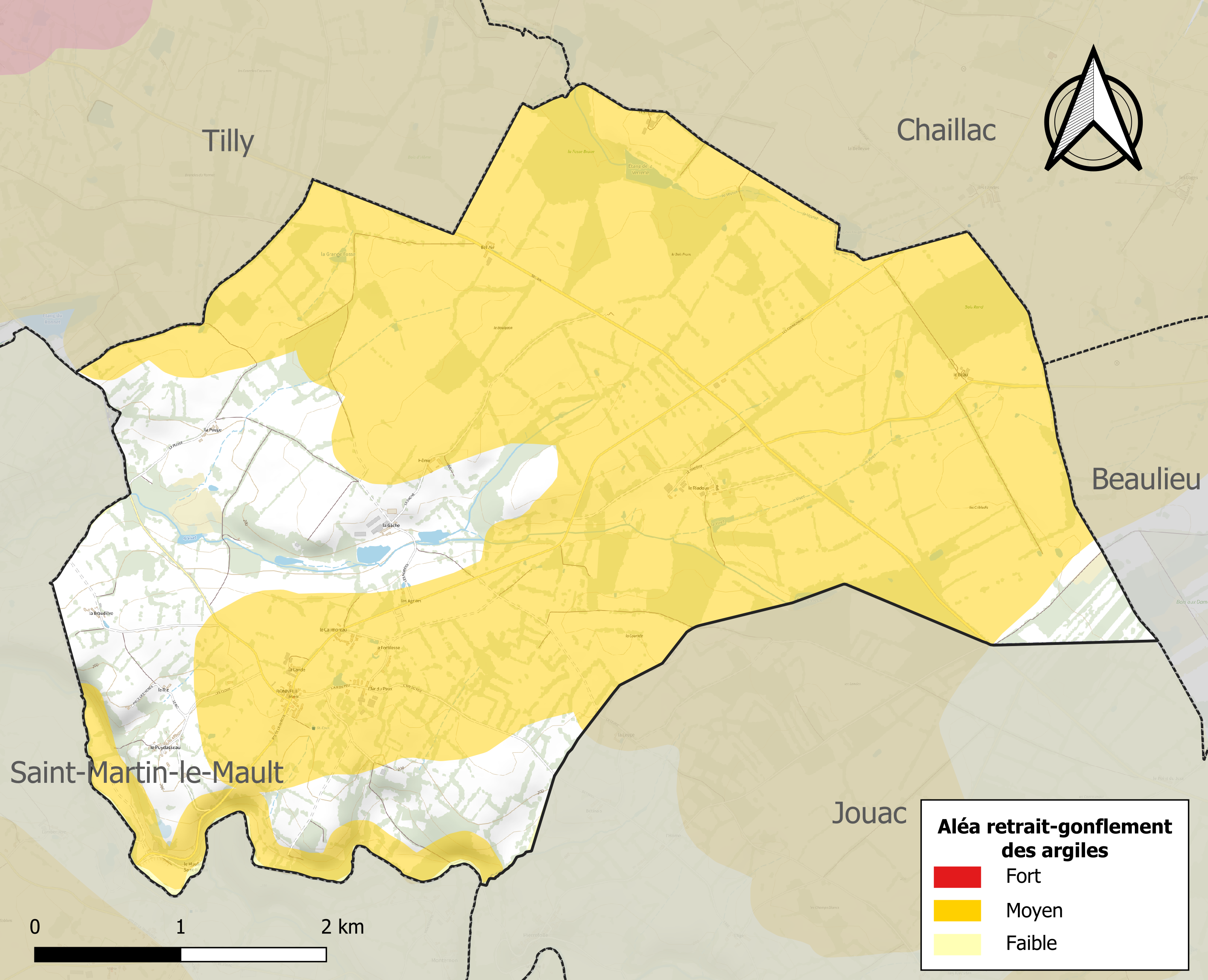
Carte des zones d'aléa retrait-gonflement des sols argileux de Bonneuil.

Les mouvements de terrains susceptibles de se produire sur la commune sont des tassements différentiels.
Le retrait-gonflement des sols argileux est susceptible d'engendrer des dommages importants aux bâtiments en cas d’alternance de périodes de sécheresse et de pluie. 74,9 % de la superficie communale est en aléa moyen ou fort (84,7 % au niveau départemental et 48,5 % au niveau national). Sur les 74 bâtiments dénombrés sur la commune en 2019, 50 sont en aléa moyen ou fort, soit 68 %, à comparer aux 86 % au niveau départemental et 54 % au niveau national. Une cartographie de l'exposition du territoire national au retrait gonflement des sols argileux est disponible sur le site du BRGM,.
Concernant les mouvements de terrains, la commune a été reconnue en état de catastrophe naturelle au titre des dommages causés par la sécheresse en 1990 et 2019 et par des mouvements de terrain en 1999.

#### Risque particulier
Dans plusieurs parties du territoire national, le radon, accumulé dans certains logements ou autres locaux, peut constituer une source significative d’exposition de la population aux rayonnements ionisants. Toutes les communes du département sont concernées par le risque radon à un niveau plus ou moins élevé. Selon la classification de 2018, la commune de Bonneuil est classée en zone 3, à savoir zone à potentiel radon significatif.

## Toponymie
Le nom de la commune est attesté sous la forme latinisée Bono Oculo en 1315 et à nouveau en 1648.
L’étymologie de Bonneuil reste incertaine. Il pourrait s’agir du nom d’homme gaulois Bonos, associé au gaulois ialo (« clairière »), donnant le sens de « clairière de Bonos ». Une autre hypothèse propose un dérivé de l’adjectif latin bonus (« bon ») suivi du gaulois ialo, soit « la bonne clairière ».

## Histoire
La commune fut rattachée de 1973 à 2015 au canton de Saint-Benoît-du-Sault.

## Politique et administration
La commune dépend de l'arrondissement du Blanc, du canton de Saint-Gaultier, de la première circonscription de l'Indre et de la communauté de communes Marche Occitane - Val d'Anglin.
| Période                                  | Période   | Identité             | Étiquette | Qualité  |
| ---------------------------------------- | --------- | -------------------- | --------- | -------- |
| mars 2001                                | mars 2008 | Joël Firmin          |           |          |
| mars 2008,                               | 2020      | Joël Anfreville      | DVD       | Retraité |
| 2020                                     | 2023      | Robert Diez-Pommares |           |          |
| Les données manquantes sont à compléter. |           |                      |           |          |

## Population et société

### Démographie
L'évolution du nombre d'habitants est connue à travers les recensements de la population effectués dans la commune depuis 1793. Pour les communes de moins de 10 000 habitants, une enquête de recensement portant sur toute la population est réalisée tous les cinq ans, les populations de référence des années intermédiaires étant quant à elles estimées par interpolation ou extrapolation. Pour la commune, le premier recensement exhaustif entrant dans le cadre du nouveau dispositif a été réalisé en 2006.

En 2022, la commune comptait 75 habitants, en évolution de −7,41 % par rapport à 2016 (Indre : −3 %, France hors Mayotte : +2,11 %).
| 1793 | 1800 | 1806 | 1821 | 1831 | 1836 | 1841 | 1846 | 1851 |
| ---- | ---- | ---- | ---- | ---- | ---- | ---- | ---- | ---- |
| 295  | 252  | 220  | 279  | 281  | 268  | 250  | 279  | 307  |

| 1856 | 1861 | 1866 | 1872 | 1876 | 1881 | 1886 | 1891 | 1896 |
| ---- | ---- | ---- | ---- | ---- | ---- | ---- | ---- | ---- |
| 308  | 304  | 297  | 288  | 268  | 278  | 279  | 305  | 305  |

| 1901 | 1906 | 1911 | 1921 | 1926 | 1931 | 1936 | 1946 | 1954 |
| ---- | ---- | ---- | ---- | ---- | ---- | ---- | ---- | ---- |
| 312  | 313  | 277  | 257  | 232  | 240  | 211  | 197  | 200  |

| 1962 | 1968 | 1975 | 1982 | 1990 | 1999 | 2006 | 2011 | 2016 |
| ---- | ---- | ---- | ---- | ---- | ---- | ---- | ---- | ---- |
| 202  | 201  | 176  | 173  | 101  | 83   | 89   | 105  | 81   |

| 2021 | 2022 | - | - | - | - | - | - | - |
| ---- | ---- | - | - | - | - | - | - | - |
| 75   | 75   | - | - | - | - | - | - | - |

### Enseignement
La commune ne possède pas de lieu d'enseignement.

### Médias
La commune est couverte par les médias suivants : La Nouvelle République du Centre-Ouest, Le Berry républicain, L'Écho - La Marseillaise, La Bouinotte, Le Petit Berrichon, France 3 Centre-Val de Loire, Berry Issoudun Première, Vibration, Forum, France Bleu Berry et RCF en Berry.

## Économie
La commune se situe dans la zone d’emploi de Châteauroux et dans le bassin de vie de La Souterraine.

## Culture locale et patrimoine

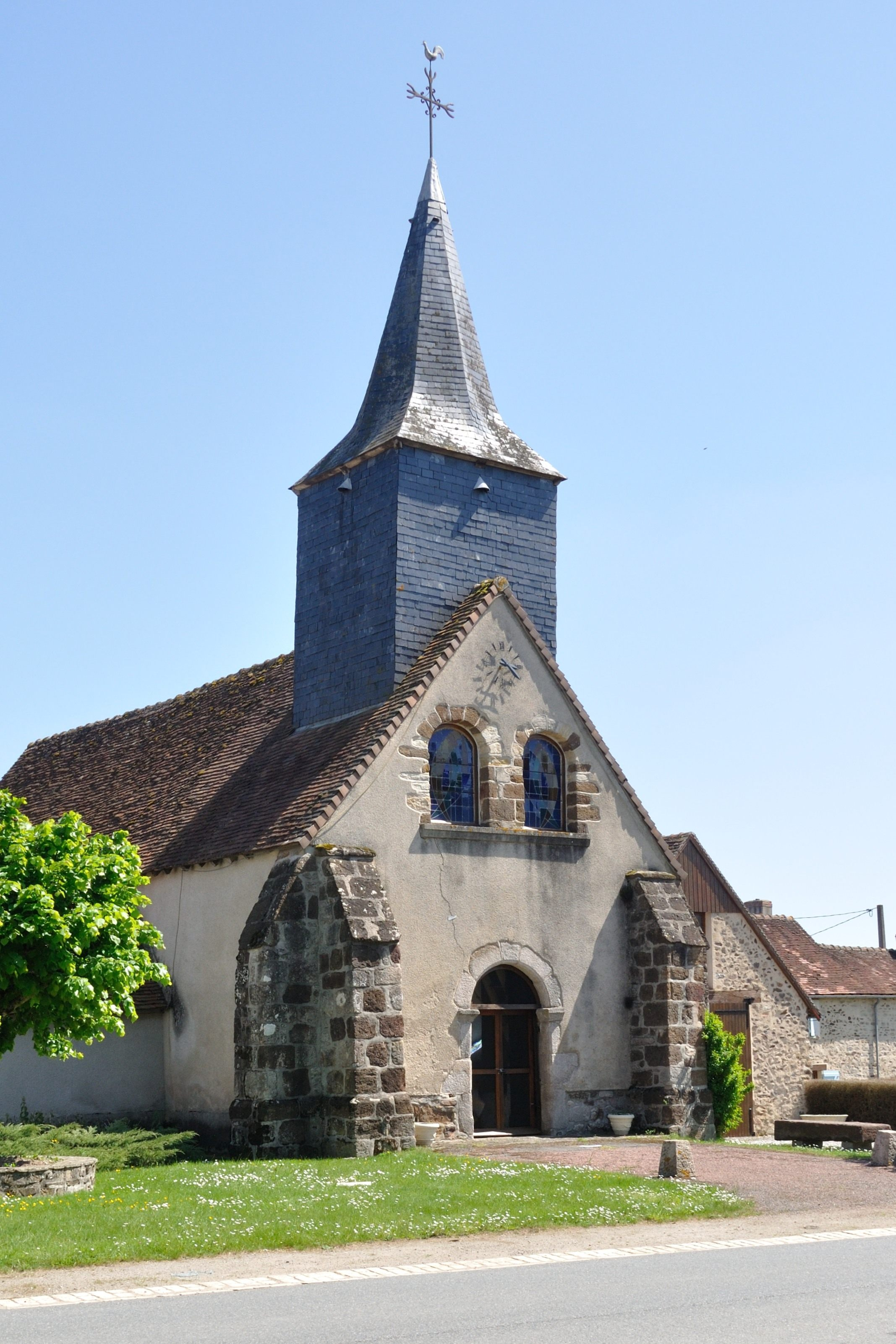
L'église Saint-Martial en 2012.

### Lieux et monuments
- Église Saint-Martial : église, dédiée à saint Martial. Édifice à nef unique, orné d'un clocher carré se terminant par une flèche. Le plafond de la nef est en forme de vaisseau, recouvert de bois peint. Chevet plat, éclairé par une baie ornée d'un vitrail qui représente saint Martial. Dans la chapelle de gauche, très belle statue de la Vierge. Très petite chapelle à droite, servant de sacristie et vitraux modernes.
- Monument aux morts

### Personnalités liées à la commune
- Jean-Baptiste Rougier de La Bergerie (1757-1836), agronome, préfet et député, né sur la commune.